# Federico Frezzi
Federico Frezzi (Foligno, 1346 circa – Costanza, 1416) è stato un poeta e vescovo cattolico italiano.

## Biografia
Dopo una giovinezza probabilmente agitata, entrò tra i domenicani e studiò a Santa Maria Novella in Firenze. Si dedicò in seguito all'insegnamento: fu professore di teologia e Sacra Scrittura a Firenze (1374-1375), Pisa (1378) e Bologna (1387-1390). Tra il 1390 e il 1391 ottenne a Pisa da Simone da Cascina la licenza di maestro in teologia.
Priore di vari conventi, fu eletto Provinciale romano nel 1400 e infine Vescovo di Foligno nel 1403. Morì nella città tedesca di Costanza nel 1416, durante i lavori del XVI Concilio Ecumenico.

## Il Quadriregio
Di Federico Frezzi si ricorda il poema epico-didascalico Il Quadriregio: in esso l'autore narra un suo viaggio morale attraverso i quattro regni dell'Amore, di satana, dei Vizi e delle Virtù, inserito in una cornice celebrativa della signoria dei Trinci e del signore di Foligno Ugolino III (1386-1415), che il Frezzi fa discendere da Tros: un esule troiano. Il Quadriregio si presenta come un'opera piuttosto corposa (quattro libri e 74 capitoli), scritta in volgare e molto vicina alla produzione di Dante (è considerata la migliore imitazione della Divina Commedia), Petrarca e Boccaccio. Le tematiche trattate nel Quadriregio sono le più diverse: si va da complesse considerazioni filosofiche ad argomentazioni teologiche, da narrazioni mitiche alla spiegazione di fenomeni naturali. In generale, l'opera esalta la conoscenza, che porta alla sapienza e alla virtù e quindi a Dio, e di questa impostazione didascalica risente anche lo stile, che risulta tanto erudito e scolastico da apparire monotono, anche se non privo di brillanti intuizioni.
Il Quadriregio nasce nella fiorente atmosfera della Foligno quattrocentesca insieme con il ciclo pittorico di Palazzo Trinci, recentemente attribuito a Gentile da Fabriano e Jacopo Bellini, definito da alcuni (Vittorio Sgarbi e Federico Zeri tra gli altri) come uno dei primi esempi di arte rinascimentale in Italia, tanto da indurre lo storico dell'arte Vittorio Sgarbi a definire Foligno "seconda Roma".